# Patrick Esclafer de La Rode
Pour les articles homonymes, voir Rode.
Patrick Esclafer de La Rode, né le 6 août 1944 à Angoulême, et mort le 22 février 2015 à Périgueux, est un historien régionaliste et généalogiste français. Il est principalement connu pour avoir contribué au renouveau du courant légitimiste en France.

## Biographie

### Famille
Patrick Esclafer de La Rode a pour aïeuls Jean-Baptiste Dereix de Laplane, député-maire de Mareuil, et Jean-Baptiste Pourteyron, magistrat et premier maire de Ribérac. Il est l'arrière petit-fils de l'homme d'État Oscar Bardi de Fourtou, plusieurs fois ministre sous la Troisième République et l'un de ses grands-pères, Jean Esclafer de la Rode, donna par ailleurs le site et le château des Eyzies à la France. 

### Carrière professionnelle
Il fait des études classiques au collège Saint-Grégoire de Tours et au lycée Saint-Paul d'Angoulême puis, après un bac littéraire, entre en faculté de droit à l'université de Bordeaux.
Après la mort de son père, il devient président-directeur général (PDG) de la société Engrand Sazerac de Forges, une affaire de négoce de cognac liée à sa famille depuis 1880. Il travaille dans le même temps, pour ses travaux personnels, aux archives départementales de la Dordogne.
En effet, en tant que collectionneur, il y entrepose de nombreux documents historiques datant du XIVe au XXe siècle.
En 2003, il est distingué au concours du clocher d'or, où il obtient le prix de la ville de Périgueux.
Sur le plan politique, il est proche du Centre national des indépendants et paysans (CNIP) dont il est le délégué en Dordogne et le candidat lors de plusieurs élections locales. En 2013, il se présente en tant que suppléant dans la troisième circonscription de Lot-et-Garonne sous l'étiquette Alliance royale.
Généalogiste, il est l'auteur de plusieurs ouvrages ayant pour thème l'histoire de grandes familles de sa province ou encore les propriétés qu'il habita, comme le château de La Roche-Pontissac à Agonac ou celui de Saint-Georges-de-Montclard qu'il fit classer comme monument historique.
Membre de l’Académie du Périgord, il est président du cercle d'histoire et de généalogie du Périgord de 1990 à 2003 et président de l'union généalogique d'Aquitaine Pyrénées ainsi que vice-président de l'association Mémoires vives, qui a pour vocation de sensibiliser le public au patrimoine départemental. Il appartient également à l'Association des notables de nos provinces. Enfin, il est le parrain de plusieurs associations caritatives africaines.

### Engagement légitimiste
À la fin des années 1950, il se passionne pour la cause légitimiste et travaille ainsi, dès sa création en 1971, pendant plusieurs années comme secrétaire général du conseil du duc d'Anjou et de Ségovie, infant d'Espagne et chef de la Maison de Bourbon,.
Selon Hervé Pinoteau, c'est Patrick Esclafer de La Rode qui, le 30 avril 1967, fait venir le prince Jacques-Henri de Bourbon à Angoulême pour l'inauguration d'une plaque sur la statue du comte Jean d'Angoulême (grand-père du roi François Ier). C'est alors « le premier voyage véritablement officiel d'un chef de la maison de Bourbon depuis des lustres, car il fut accueilli par l'évêque en sa cathédrale et le maire en sa mairie ». Il fut « chef de la maison civile » de Charlotte de Bourbon, tandis que Hervé Pinoteau et Pierre de La Forest-Divonne codirigent à partir de 1962 le secrétariat du prince Alphonse de Bourbon. Patrick Esclafer de La Rode organise également la première réunion ouvertement légitimiste du XXe siècle le 9 mai 1971, chez lui, au château de Nadelin en Charente. Fait chevalier de l'ordre de Saint-Michel par le duc d'Anjou et de Ségovie en 1972, il en est ensuite exclu, par le duc d'Anjou et de Cadix. En 1973, membre fondateur de l'Institut de la maison de Bourbon avec Armel Girard-Lamaury et Hervé Pinoteau. Enfin, en 1979, il devient le parrain de Charlotte de Bourbon née Tiedemann, duchesse de Ségovie, deuxième épouse et veuve de l'infant Jacques-Henri de Bourbon, lors de son baptême reçu des mains de Mgr Lefebvre, à Écône.
Il meurt le 22 février 2015, à l’âge de 70 ans. Ses obsèques sont célébrées quatre jours plus tard en la cathédrale Saint-Front de Périgueux, suivies de l’inhumation dans la chapelle familiale, au cimetière de Ribérac.

## Publications
- Ouvrage collectif, Mémoire de la Société Archéologique et Historique de la Charente, Poitiers, Broché, 1971, 622 p.
- Avec Marc Mulsant et Foulques de La Soudière Le mémorial de Lyon en 1793 : les victimes de la famille Praire, t. V, 1990.
- Montclar. La baronnie et ses seigneurs, LACM, 1999.
- Avec Christophe Morand du Puch, Montmège : une seigneurie, trois lignages, l'histoire d'une famille, 2012, 328 p. (ISBN 978-2-7466-4815-9).
- À propos du château de Montchaude, Société archéologique et historique de la Charente, 1971.
- L'église Saint-Jean d'Aubeterre, S.A.H.C., 1975-1976.
- Le château des Eyzies et les seigneurs de Tayac, 1972.Yvan de Wilde éditeur
- Mémoire de la Dordogne revue des archives départementales de la Dordogne Spécial Généalogie " généalogistes périgourdins" pages 26à 37. septembre 1016

Il contribue à plusieurs revues scientifiques dont les Documents d'archéologie et d'histoire périgourdines, le Bulletin de la Société d’Art et d’Histoire de Sarlat et du Périgord Noir, Paléo, la Revue des Archives départementales de Dordogne, etc.